# King of Everything
King of Everything drugi je studijski album ukrajinskog heavy metal sastava Jinjer. Diskografska kuća Napalm Records objavila ga je 29. srpnja 2016. godine.

## Pozadina
King of Everything prvi je studijski album skupine koji je objavila veća diskografska kuća – austrijski Napalm Records. Jinjer je počeo surađivati s tim izdavačem ubrzo nakon što je sastav objavio prvi singl s albuma, "Sit Stay Roll Over", kao i njegov glazbeni spot. Dva tjedna nakon objave tog spota, Thomas Kasser, predsjednik Napalm Recordsa, sastavu je ponudio ugovor. Skupina je naknadno objavila još dva singla: "Words of Wisdom" i "I Speak Astronomy". Proces snimanja albuma dokumentiran je i u dijelovima prikazan u serijalu studijskih dnevnika na službenom kanalu grupe na YouTubeu. O konceptu albuma basist Jevgen Abdjuhanov izjavio je:

## Popis pjesama
| 1.    | »Prologue«           | 2:51 |
| 2.    | »Captain Clock«      | 4:46 |
| 3.    | »Words of Wisdom«    | 3:39 |
| 4.    | »Just Another«       | 4:14 |
| 5.    | »I Speak Astronomy«  | 5:53 |
| 6.    | »Sit Stay Roll Over« | 4:22 |
| 7.    | »Under the Dome«     | 4:52 |
| 8.    | »Dip a Sail«         | 4:13 |
| 9.    | »Pisces«             | 5:05 |
| 10.   | »Beggar's Dance«     | 2:06 |
| 42:01 |                      |      |

## Zasluge
| Jinjer - Tetjana Šmajljuk – vokali - Roman Ibramhalilov – gitara - Jevgen Abdjuhanov – bas-gitara - Dmytro Kim – bubnjevi | Ostalo osoblje - Max Morton – produkcija - Slippy Inc – ilustracije |